# Indywidualne Mistrzostwa Świata Juniorów na Żużlu 1988
Indywidualne Mistrzostwa Świata Juniorów na Żużlu 1988 – cykl turniejów żużlowych, mających wyłonić medalistów indywidualnych mistrzostw świata juniorów w sezonie 1988.

## Finał
- 10 lipca 1988 r. (niedziela),  Slaný

| Msc. | Zawodnik            | Kraj           | Pkt   |             |  |
| ---- | ------------------- | -------------- | ----- | ----------- |  |
| 1    | Peter Nahlin        | Szwecja        | 14    | (3,3,2,3,3) |  |
| 2    | Henrik Gustafsson   | Szwecja        | 11 +3 | (3,2,3,2,1) |  |
| 3    | Brian Karger        | Dania          | 11 +2 | (2,2,2,2,3) |  |
| 4    | Kenneth Arnfred     | Dania          | 11 +1 | (1,2,3,3,2) |  |
| 5    | Christer Rohlén     | Szwecja        | 10    | (3,3,d,1,3) |  |
| 6    | Niklas Karlsson     | Szwecja        | 10    | (2,1,3,1,3) |  |
| 7    | Tommy Dunker        | RFN            | 9     | (3,d,1,3,2) |  |
| 8    | Piotr Świst         | Polska         | 9     | (1,3,1,2,2) |  |
| 9    | Troy Butler         | Australia      | 8     | (0,3,2,3,0) |  |
| 10   | Waldemar Cieślewicz | Polska         | 8     | (0,1,3,2,2) |  |
| 11   | Rusłan Kowal        | ZSRR           | 6     | (2,0,2,1,1) |  |
| 12   | Zbigniew Błażejczak | Polska         | 4     | (1,2,1,0,u) |  |
| 13   | Jan Schinagl        | Czechosłowacja | 3     | (2,1,0,0,0) |  |
| 14   | Sławomir Dudek      | Polska         | 3     | (1,1,0,0,1) |  |
| 15   | Jarosław Olszewski  | Polska         | 1     | (0,0,1,1,1) |  |
| 16   | Vladimír Kalina     | Czechosłowacja | 0     | (0,0,0,u,0) |  |